# ليون براون
ليون براون (12 أكتوبر 1919 بهاستينغس في الولايات المتحدة - 14 أكتوبر 1990 بكولفر سيتي في الولايات المتحدة) (بالإنجليزية: Leon Brown)‏ هو لاعب كرة سلة أمريكي في مركز هجوم صغير الجسم. لعب مع Wyoming Cowboys basketball ‏.

## وصلات خارجية
- ليون براون على موقع إن بي أي (الإنجليزية)
- ليون براون على موقع سبورتس رفرنس (الإنجليزية)
- ليون براون على موقع ريلجم (الإنجليزية)
- ليون براون على موقع بروبوليرز (الإنجليزية)